# 情趣家具
情趣家具常見於情侶賓館之中，有許多業者會以有情趣家具做為噱頭來吸引顧客。情趣家具的設計主要是以性器官的接觸為目的，在特定的性交體位中，可以節省體力，或做到原本肌力所不允許的姿势；此外，改在情趣家具上而不在床上性交，也可讓雙方因為嚐鮮而增加性快感。
台灣國泰醫院的婦產科主治醫師鄭丞傑指出，情趣家具的設計反而會減少男女雙方動作上的變化性，身體四肢被家具所限制住而無法自由活動。
常見的情趣家具包括八爪椅、性愛枕等。

## 外部參照
- (新闻稿). 自由時報. 2010-02-11. （原始内容存档于2010-03-26）.
- (新闻稿). 今日新聞網. 2009-07-09  [2011-01-16]. （原始内容存档于2009-07-10）.